# Estasi di santa Cecilia
L'Estasi di santa Cecilia è un dipinto a olio su tavola trasportato su tela (236 × 149 cm) di Raffaello e aiuti, conservato nella Pinacoteca Nazionale di Bologna e databile al 1514 circa, ma forse posteriore di uno o due anni, stando alla datazione al 1515-1516 del disegno preparatorio a sanguigna con la figura di san Paolo conservato nel Museo Teylers di Haarlem e della datazione al 1514 del modello di Giovan Francesco Penni, ripreso nell'incisione dello stesso anno di Marcantonio Raimondi, che attestano entrambi dello stadio iniziale della composizione da cui il dipinto finale si discosta in maniera anche notevole.

## Storia
L'opera venne commissionata da Elena Duglioli, nobildonna bolognese poi beata, per la cappella consacrata alla santa in San Giovanni in Monte. Un documento del 1514, pubblicato da Filippini nel 1925, cita il nome della nobildonna, moglie di Benedetto dell'Oglio, la cui vita spirituale si ispirava a quella della santa, per via del voto di castità nel matrimonio che faceva di lei una sposa-vergine come santa Cecilia, di cui aveva ricevuto anche una reliquia dal cardinale Alidosi, legato pontificio a Bologna. La commissione della pala d'altare al Raffaello fu patrocinata dal canonico fiorentino e futuro vescovo di Pistoia Antonio Pucci, con il probabile interessamento del cardinale datario Lorenzo Pucci, titolare dei Santi Quattro Coronati, a partire dal 1513.
L'opera venne sottratta durante le spoliazioni napoleoniche e inviata a Parigi nel 1798: i tecnici del Louvre, pensando di migliorarne la conservazione, trasportarono la pellicola pittorica su tela nel 1801, distruggendo strato dopo strato il supporto ligneo originale. L'opera tornò in Italia nel 1815, insieme ai capolavori rintracciati da Antonio Canova. Le condizioni conservative sono comunque buone, con tracce di ridipinture dovute ai traumi subiti nell'operazione parigina, che determinarono diverse lacune.
La celebrità del dipinto è testimoniata da numerose copie. Fu tra le opere predilette dai Carracci e da Guido Reni (il quale ne realizzò diverse copie parziali ed una intera, esposta in San Luigi dei Francesi, a Roma) ed ebbe un fondamentale impulso per lo sviluppo del classicismo seicentesco. Dopo secoli di esaltazione accademica, la pala godette di una fase di criticismo durante l'epoca romantica, quando la sobrietà dei moti venne letta come appiattimento; oggi invece la critica moderna ne ha ribadito l'importanza fondamentale nel percorso artistico dell'artista e della storia dell'arte in generale.

## Descrizione

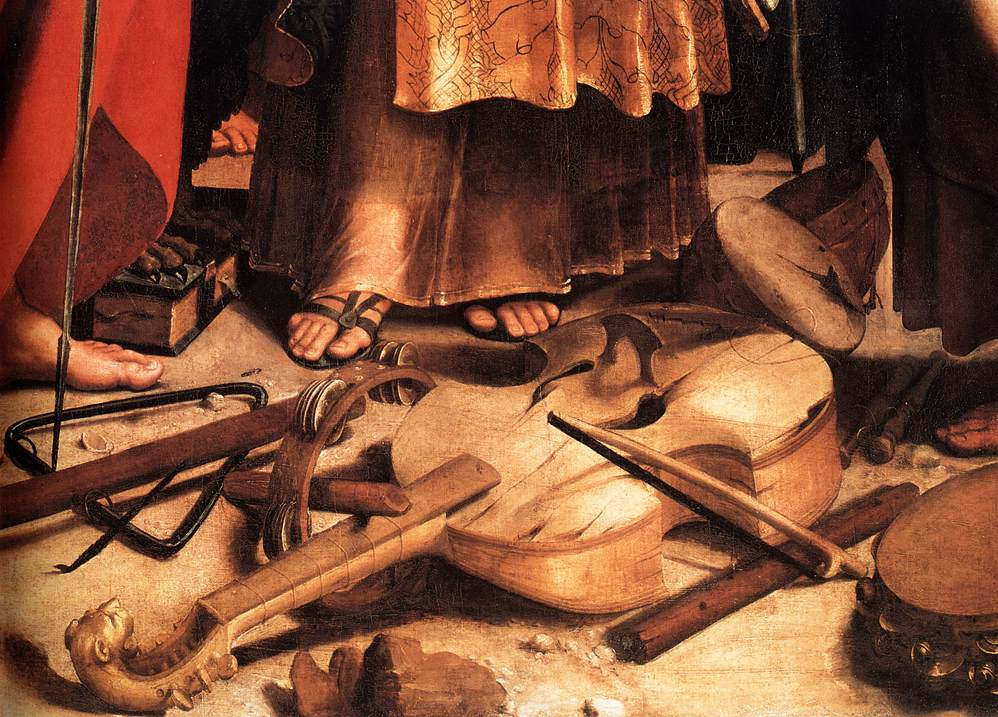
Dettaglio

Santa Cecilia si trova al centro di una sacra conversazione molto serrata, rappresentata a piena figura mentre, abbandonati gli strumenti musicali dei quali è protettrice, volge uno sguardo appassionato al cielo, coi grandi occhi scuri, dove è apparso un coro angelico che intona una melodia celestiale. Di mano le sta sfuggendo un organetto portatile, dal quale si stanno sfilando due canne, mentre ai suoi piedi giace una straordinaria natura morta di strumenti musicali vecchi o rotti: una viola da gamba senza corde, un triangolo, due flauti sbocconcellati, dei sonagli, due tamburelli con la pelle lacera. Si tratta di un rimando alla caducità della musica "terrena", simbolo delle passioni umane (i flauti, i tamburelli ed i cembali, sono connessi al culto di Bacco) rispetto a quella "celeste". C'è anche chi vi legge un'opposizione tra la musica vocale del coro angelico e la musica strumentale, la prima essendo reputata dai Padri della Chiesa superiore alla seconda.
Attorno alla figura di santa Cecilia, l'unica in grado di ascoltare la musica celeste, si trovano quattro santi disposti a semicerchio, che rievocano la forma della "cantoria" celeste. Da sinistra: san Paolo, vestito di camice verde con il tipico manto rosso, regge con il palmo della mano sinistra la spada, tenendo fra le dita un cartiglio con l'iscrizione, ora illeggibile, Ad Corinth (allusione a 2Cor., 12:2-4) ha un atteggiamento meditativo e dà le spalle allo spettatore, ruotando la testa fino a offrire un profilo; san Giovanni evangelista in secondo piano, riconoscibile dal libro ai suoi piedi su cui si trova l'aquila; il suo sguardo si incrocia con quello di sant'Agostino, sull'altro lato, vestito da un pesante piviale ricamato e reggente il bastone pastorale; Maria Maddalena infine che tiene in mano l'ampolla degli unguenti e fissa lo spettatore. La scelta dei quattro santi è legata al tema dell'ascesa celeste e dell'estasi: Giovanni e Maddalena secondo la tradizione ascesero infatti al cielo, mentre Paolo e Agostino ebbero visioni dirette di Dio, il primo sulla via di Damasco, il secondo su un litorale, dove gli apparve il Bambin Gesù che gli dimostrò con un esempio l'incomprensibilità umana della natura di Dio.
Sullo sfondo si scorge un paesaggio collinare con, all'altezza del pastorale di sant'Agostino e della spalla sinistra di santa Cecilia, il profilo di una chiesa all'orizzonte, probabilmente quello del santuario di Santa Maria del Monte a Bologna. Il paesaggio è dominato da un ampio cielo blu, nel cui mezzo si apre, in uno sfavillante bagliore solare, la teoria dei sei angeli in coro, distinti, da sinistra verso destra, in due gruppi di quattro più due, ciascuno intento a leggere uno spartito.

## Stile
Dal punto di vista della storia delle pale d'altare, la Santa Cecilia fu un'opera estremamente innovativa, eliminando l'immagine tradizionale della divinità e la mimica devozionale dei personaggi gregari, facendo dell'"estasi" in sé il tema principale della scena: Cristo, in questo senso, è implicitamente contenuto nell'animo della santa, tanto da non avere bisogno neanche di essere accennato nello squarcio paradisiaco, nemmeno con un simbolo tradizionale come la croce o la colomba. Scrisse Brizio (1965): «La divinità non appare agli occhi; essa è nel cuore della santa Cecilia; così come la musica non risuona materialmente al suo orecchio, ma solo nella sua anima».
Questa interiorizzazione del tema trova applicazione anche nell'attenuazione della mimica e dei moti, all'insegna di una rinnovata sobrietà e una certa ricerca di simmetria.
La disposizione delle figure di santi che circondano la martire è tuttora fonte di interrogativi. La composizione è alquanto statica, le figure laterali incorniciano il soggetto centrale in estasi con un elemento di verticalità accentuato dalle linee della spada e del pastorale, cui si associa il vaso della Maddalena. Mentre i santi in secondo piano dialogano tra loro, l'imponente figura di san Paolo sembra isolata, come quella di san Giuseppe nella Madonna del Divino amore, mentre la Maddalena sembra ancora in movimento, quasi raggiungesse il gruppo all'istante. Dovendo fare da pendant a san Paolo, la sua figura non si staglia per effetto del cromatismo delle vesti, che sono di un colore pallido quasi indefinito, dai toni rosa giallo misti a blu e grigio. Si nota invece il suo sguardo e l'impatto visivo delle pieghe del manto e soprattutto della manica che alcuni vogliono avvicinare a quella della Velata. Il contrasto non è del tutto evidente ma rimane efficace e la figura di Maddalena avrà un'influenza notevole su Sebastiano del Piombo e sul Parmigianino.

### Autografia
Uno dei problemi della pala è quello dell'autografia. Come noto in quel periodo Raffaello usava massicciamente aiuti e lo stesso Vasari assegnò la raffigurazione degli strumenti musicali ai piedi della santa a Giovanni da Udine. Il disegno della testa felina della voluta della viola da gamba richiama quello delle teste leonine della sedia del Ritratto di Dona Isabel de Requesens ad indicare un possibile intervento di Giulio Romano. Per il resto, la critica, sulla scorta anche di recenti restauri, riconosce un preponderante intervento di Raffaello ad avvalorare l'autografia raffaellesca del dipinto.
Evidenti a occhio nudo sono le discrepanze nello stile pittorico, ad esempio tra la massa imponente e opaca del san Paolo, alla veste illuminata incidentemente della Maddalena, con riflessi setosi e alabastrini che a Roberto Longhi fecero pensare alla scuola emiliana degli anni immediatamente successivi (come Parmigianino).